# Yenagoa
Yenagoa (eller Yenegoa eller Yenogua) er en by i Nigerdeltaet i den sydlige del af Nigeria. Den er administrativ hoveby for delstaten Bayelsa og befolkninger er anslået til 32.661 mennesker 2012.
Størstedelen af befolkningen hører til den etniske gruppe Ijaw. Ud over engelsk tales også sproget Izon.
Yenagoa og dens omgivelser er et af de otte Local Government Areas (LGA) i delstaten Bayelsa med et areal på 706.18 km². 

## Eksterne kilder og henvisninger
1. ↑  Bevölkerungsdaten aktualisiert 2012

4°55′29″N 6°15′51″Ø / 4.92472°N 6.26417°Ø